# Paterzeller Eibenwald

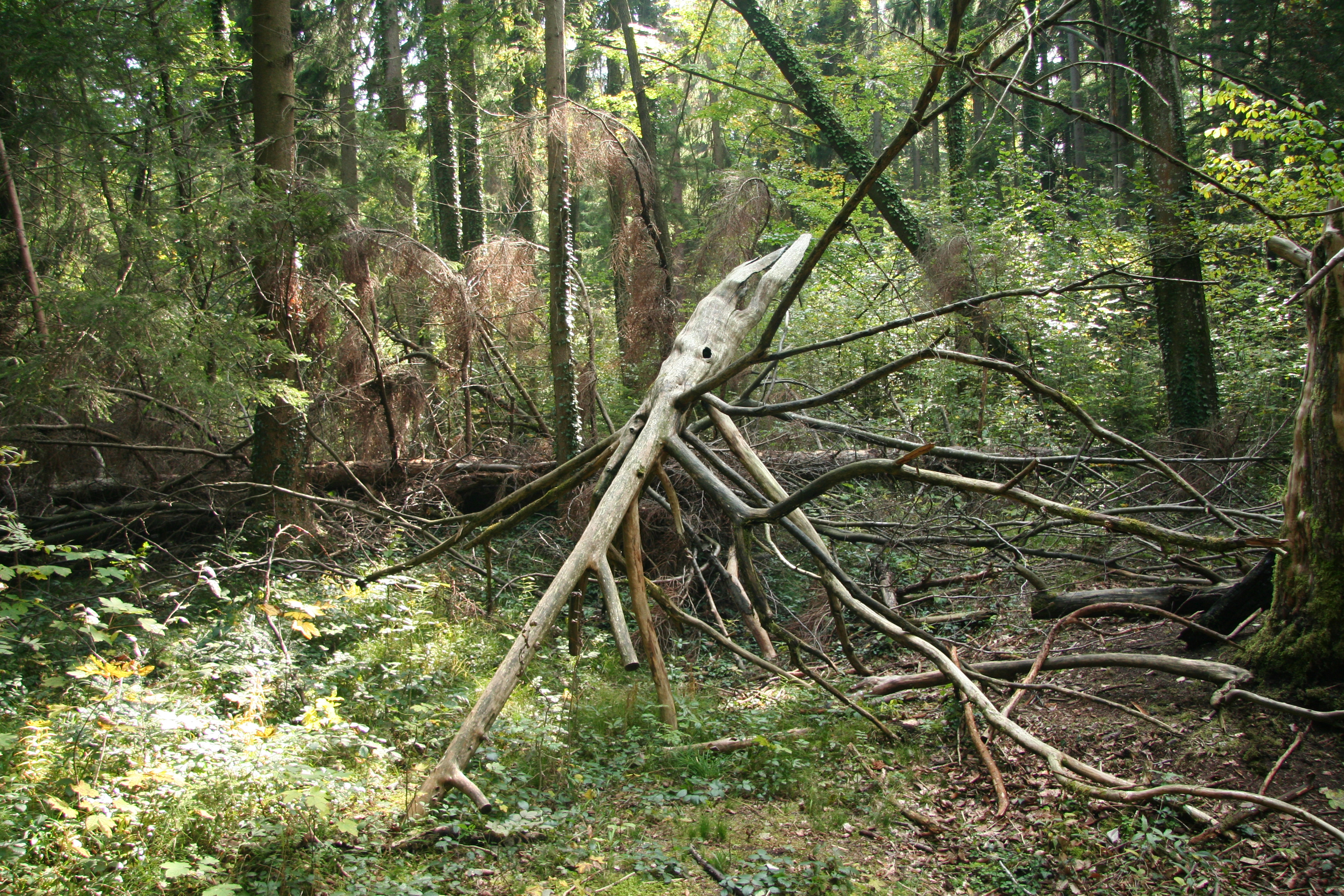
Diese 700 Jahre alte Eibe fiel 1997 einem Brandanschlag zum Opfer

Der Paterzeller Eibenwald ist mit über 2.000 teilweise sehr alten Eiben einer der größten zusammenhängenden Bestände der Europäischen Eibe in Deutschland. Der Eibenwald liegt in der Gemeinde Wessobrunn bei der Ortschaft Paterzell im südwestlichen Oberbayern.

## Begriff

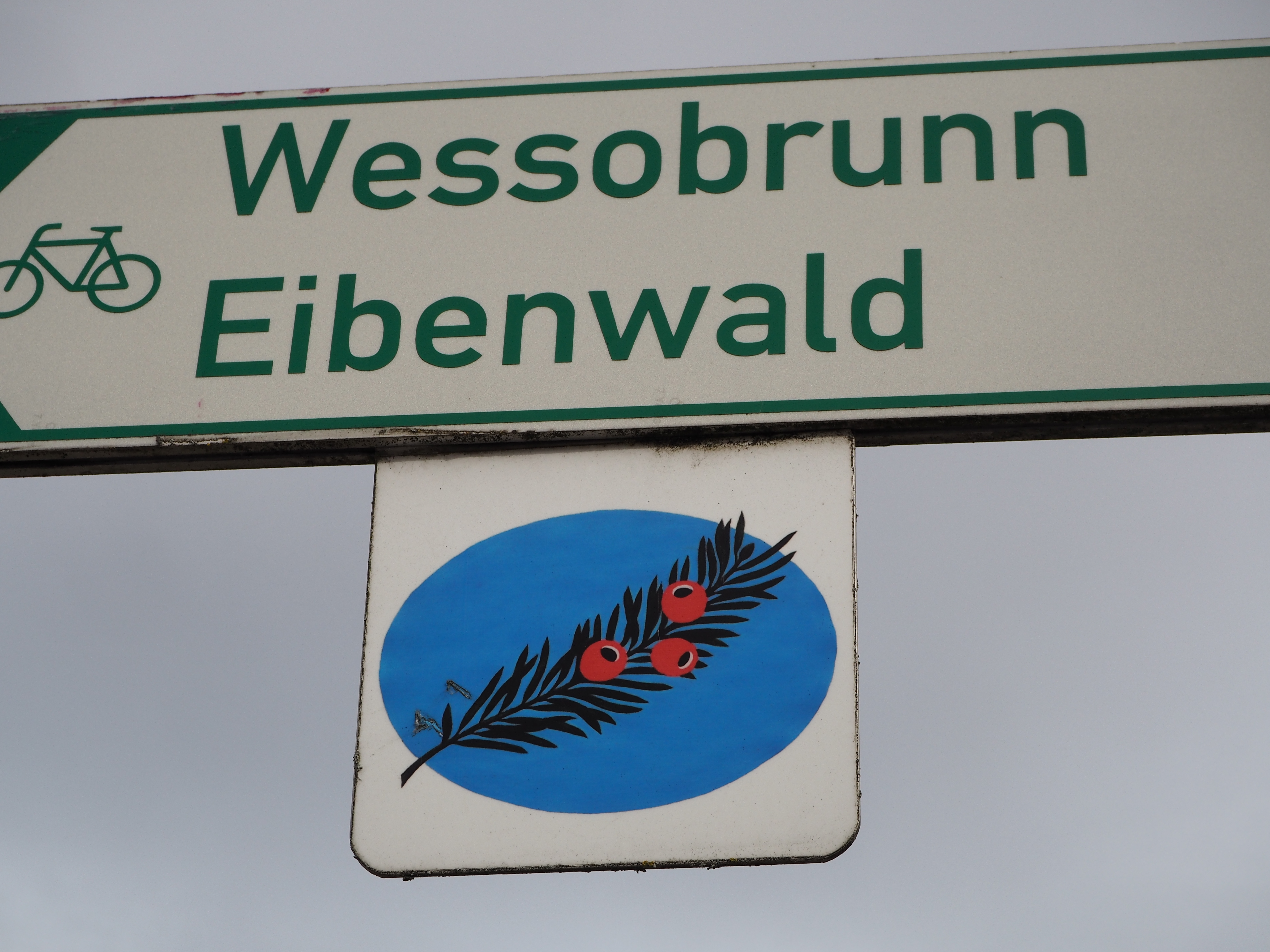
Rundwegbeschilderung des Eibenlehrpfads mit Logo im Paterzeller Eibenwald

Reine Eibenbestände, die von Natur aus gewachsen wären, gibt es nicht. Die Bezeichnung „Eibenwald“ ist so zu verstehen, dass es sich um einen Wald mit vielen Eiben handelt. In dem 87,8 Hektar großen Naturschutzgebiet stehen heute ungefähr 2.300 Eiben.

## Voraussetzungen der Entstehung
Der Eibenwald befindet sich in der Nähe des Brandtswaldes bei Paterzell, nahe Weilheim südwestlich von München, im sogenannten Pfaffenwinkel. Er liegt dort zwischen dem hohen Moränenzug von Wessobrunn und dem Schotterdelta von Raisting.
Das Schotterdelta wurde in der Rückzugsphase der Würm-Hochglazialzeit durch einen Gletscherbach, der von Peißenberg über Zellsee zum Ammersee-Becken strömte, aufgeschüttet. Indem kaltes kalkhaltiges Grundwasser aus dem Boden sickerte und sich dabei Kalk in fester Form absetzte, entstand dort in den letzten 10.000 Jahren ein holozänes Kalktuffvorkommen. Dieser Kalkstein (Travertin) bildet meterdicke Schichten, über dem sich nur ein flachgründiger Boden (Rendzina) entwickeln konnte. Auf solchen Böden wächst die Eibe besser als die meisten anderen Baumarten und wird insbesondere von der Buche weniger bedrängt als auf anderen Standorten.
Die geologische Besonderheit des Standorts ist also ein Grund dafür, dass ein so hoher Eibenanteil im Wald erhalten geblieben ist.

## Nutzung
Der Eibenwald war bis zur Säkularisation 1803 im Besitz des Klosters Wessobrunn. Er wurde offenbar weniger als Viehweide genutzt, da der Waldboden relativ sumpfig war, der Wald aufgrund seiner Buchenarmut weniger Futter (Bucheckern) bot und die Eiben für das Vieh giftig sind. Aus diesem Grund wurden Eiben früher von Hirten und Fuhrleuten oft sogar gezielt ausgerottet.
Das Eibenholz des Waldes wurde jedoch für andere Zwecke genutzt. Aus dem harten und zugleich elastischen Holz wurde z. B. die Eibenholzdecke des Theatersaales im Kloster gefertigt, sie wurde 1810 in den nahe gelegenen Gasthof »Zur Post« in Wessobrunn übertragen. Die Deckenbilder des Merkur, Chronos oder Saturn, Mars, Jupiter und Phöbus Apoll im Sonnenwagen werden Pater Josef Zäch zugeschrieben, der bis zu seinem Tod 1693 als Maler im Kloster Wessobrunn beschäftigt war.

## Naturschutzgebiet

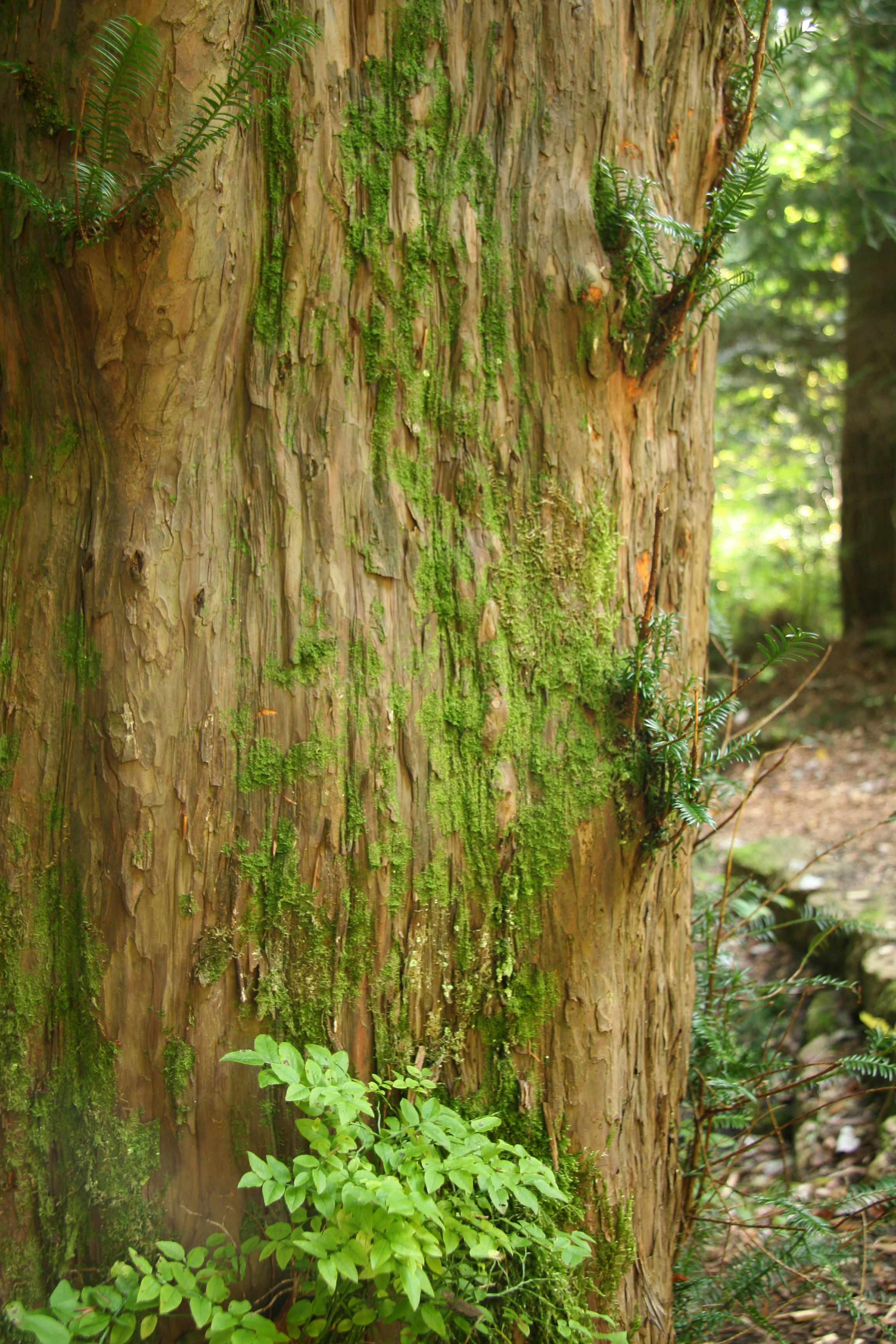
Die Eiben im Paterzeller Wald sind bis zu 1.000 Jahre alt

Die Besonderheit des Paterzeller Eibenbestands wurde im Jahr 1907 von dem Weilheimer Arzt Friedrich (Fritz) Kollmann (1871–1957) erkannt. Bei einem seiner Streifgänge durch die Natur fiel dem botanisch interessierten Arzt auf, dass sich in dem Waldgebiet bei Paterzell außergewöhnlich viele Eiben befanden. Nach einer umfangreichen Bestandsaufnahme, Vermessung, Kartierung und fotografischen Dokumentation beschrieb Kollmann in einer Reihe wissenschaftlicher Veröffentlichungen die Besonderheiten des Eibenbestandes von Paterzell.
Kollmann setzte sich für den Schutz des Paterzeller Eibenwaldes ein, wobei sich die königlich-bayerischen Forstbehörden als ungeeignete Ansprechpartner erwiesen. Eingaben der Bayerischen Botanischen Gesellschaft, der Kollmann angehörte, wurden von den Forstbehörden zurückgewiesen oder überhaupt nicht beantwortet. Die Bemühungen Kollmanns hatten erst Erfolg, als sich auch die naturverbundene Königin Marie Therese, die Frau von Ludwig III. von Bayern, für den Eibenwald einsetzte. Durch ihre Fürsprache konnte der Paterzeller Eibenwald schließlich ab 1913 unter besonderen Schutz gestellt werden, indem er zum „staatlichen Naturdenkmal“ erklärt wurde. Mit dieser Verfügung konnte erreicht werden, dass keine Eibe mehr gefällt werden durfte und dass der Charakter des Waldes seitdem nahezu unverändert erhalten werden konnte. 1939 wurde das „geschützte Naturdenkmal“ zum Naturschutzgebiet umgewidmet und später unter den Schutz des Bundesnaturschutzgesetzes gestellt.
Im Jahr 1995 wurde von dem damals zuständigen Forstamt Weilheim ein Eibenlehrpfad angelegt. Der Eibenpfad ist mit Informationstafeln versehen und führt an markanten Punkten dieses Waldes vorbei, zu Beginn des Weges stehen Faltblätter zur Verfügung.

## Weitere Eibenwälder
- In dem 58 ha großen Naturschutzgebiet Ibengarten bei Dermbach in Thüringen stehen 368 Eiben, von denen 50 bereits über 500 Jahre alt sind.
- Bei Bovenden-Eddigehausen in der Nähe von Göttingen liegt auf einem Areal von 12,7 ha der Eibenwald am Hainberg im Plesseforst mit bis zu zweihundertjährigen Bäumen (ca. 800 Exemplare).
- Das 31,3 ha große Naturwaldreservat Wasserberg bei Gößweinstein in Oberfranken (Fränkische Schweiz) ist ein Buchenwald mit Eiben, mit hochgerechnet etwa 4100 Exemplaren[1].
- Das größte Vorkommen in Europa ist in der Nähe von Fürstenhagen bei Heiligenstadt in Thüringen (NSG „Lengenberg“, etwa 5.700 Eiben, bis 120 Jahre alt) in einem alten Buchenwald.

## Trivia
Der Kriminalroman Eibengift von Ottilie Arndt und Lydia Ostermeier spielt unter anderem im Paterzeller Eibenwald und im Eibenwald „in der Nähe von Gößweinstein“.